# 萊拉的牛津
《萊拉的牛津》（英語：Lyra's Oxford）是英國作家菲力普·普曼撰寫的短篇小說，為《黑暗元素三部曲》的續篇，於2003年出版。收錄了一則萊拉·貝拉克的冒險故事，以及明信片、牛津地圖等其他幾樣物件。

## 情節簡介
萊拉與其守護精靈潘拉蒙在牛津約旦學院屋頂上聊天時，見到一隻女巫的守護精靈（顯現為鳥類的型態）正被一群信天翁攻擊，萊拉出手救下這隻守護精靈，對方自稱與所屬的女巫失散，並要萊拉去找一個名叫塞巴斯蒂安·梅可平斯的男人。
萊拉在夜間溜出學院，成功找到了煉金術師梅可平斯的住所，但她馬上察覺到事情不對勁，隨即便遭到一名女巫的暗算。該名女巫終因一隻天鵝的突然攻擊而死亡。煉金術師梅可平斯從昏迷中清醒過來後，向萊拉解釋了事情的由來：原來梅可平斯與這名女巫葉蓮娜·帕蕾姬曾是情侶，他們的兒子在那場艾塞列公爵發起的戰役（見《琥珀望遠鏡》）中不幸被其母葉蓮娜所誤殺，葉蓮娜因此遷怒於梅可平斯以及萊拉（因為女巫們之間曾傳言這場仗是為萊拉而打的），於是費盡心思想陷害二人。

## 登場人物
- 萊拉·貝拉克
  - 潘拉蒙，萊拉的守護精靈
- 葉蓮娜·帕蕾姬，女巫
  - 睿基，葉蓮娜的守護精靈
- 塞巴斯蒂安·梅可平斯先生，煉金術師
- 波史代博士，牛津的學者